# Prix Versailes
Prix Versailes é um prêmio anual internacional de arquitetura e design.

## História
O prêmio tem sido concedido desde 2015 na sede da UNESCO em Paris, reconhecendo uma ampla gama de formas arquitetônicas.
Inicialmente, o prêmio enfatizava edifícios comerciais, buscando promover uma conexão mais forte entre os domínios da economia e da cultura. Irina Bokova, Diretora-Geral da UNESCO, expressou em 19 de junho de 2015, que o Prix Versailles serve como um meio de demonstrar a convergência entre criatividade, arte e economia.
Em 2017, o prêmio ampliou seu alcance além de estabelecimentos comerciais, hotéis e restaurantes, passando a incluir shopping centers Posteriormente, em 2019, o prêmio expandiu ainda mais para abranger as categorias de campus, estações e esportes.E no ano de 2020, a categoria de aeroportos foi adicionada ao prêmio.
Inicialmente, em 2015, o prêmio reconhecia principalmente projetos franceses, apresentando quatro prêmios. No entanto, em 2016, o prêmio expandiu internacionalmente e apresentou nove prêmios.. A edição de 2017 introduziu edições continentais, isso resultou na organização de cerimônias continentais, especialmente em 2018.

## Processo de seleção
O processo de seleção envolve uma ampla convocação de indicações e uma análise abrangente da cobertura midiática.
Em 2019, as edições continentais foram complementadas por seleções globais nas categorias de campus, estações e esportes. Um júri independente concede títulos mundiais em todas as categorias com base nos títulos continentais ou seleções globais. O anúncio dos resultados globais pode variar dependendo das categorias.
Os juízes utilizam vários critérios, incluindo inovação, criatividade, respeito ao patrimônio local, natural e cultural, desempenho ecológico, bem como a promoção de valores como convivialidade e participação, que são muito valorizados pelas Nações Unidas.